# Национален изследователски център по епидемиология и микробиология „Н. Ф. Гамалея“
Националният изследователски център по епидемиология и микробиология „Н. Ф. Гамалея“ (на руски: Национальный исследовательский центр эпидемиологии и микробиологии имени Н. Ф. Гамалеи) (Федерална държавна бюджетна институция „NRCEM N. F. Gamaleya“ на Министерството на здравеопазването на Руската федерация ) е руска изследователска институция в областта на епидемиологията и микробиологията. Носи името на микробиолога и епидемиолога Николай Федорович Гамалея.

## История
Основан през 1891 г. като частен химико-микроскопски и бактериологичен кабинет на Ф. М. Блументал. По-късно се преобразува в Частен химико-бактериологичен институт на д-р Ф. М. Блументал. През 1919 г. е национализиран и преобразуван в Държавен (по-късно Централен) бактериологичен институт на Народния комисариат по здравеопазване на РСФСР.
През 1931 г. той е преобразуван в Централен институт по епидемиология и микробиология (CIEM) на Народния комисариат по здравеопазване на РСФСР чрез сливане с Централния бактериологичен институт на Микробиологичния институт, както и епидемиологичните и дезинфекционните отдели на Санитарно-хигиенния институт. През 1937 г. е прехвърлен в системата на Народния комисариат по здравеопазването на СССР. С началото на Великата отечествена война са организирани клонове в Алма-Ата и Свердловск, а голяма група специалисти са изпратени да работят в Казан.
През 1944 г. е преобразуван в Институт по бактериология, епидемиология и инфекциозни болести на Академията на медицинските науки на СССР.
През 1945 г. е преобразуван в Институт по епидемиология, микробиология и инфекциозни болести на Академията на медицинските науки на СССР. Новият институт е създаден чрез обединяване на лабораториите на Всесъюзния институт по експериментална медицина (ВИЕМ) и клиничния отдел на болницата им. С. П. Боткина.
През 1948 г. е преобразуван в Изследователски институт по епидемиология и микробиология на Академията на медицинските науки на СССР. Създаден чрез сливане с Централния институт по експериментална медицина на Министерството на здравеопазването на СССР.
През 1949 г. е кръстен на Н. Ф. Гамалея. През 1966 г. е награден с орден „Червено знаме на труда“.
През 2014 г. той е преобразуван във Федералния изследователски център по епидемиология и микробиология на името на почетния академик Николай Гамалея чрез сливане с Научноизследователския институт по вирусология „Д. И. Ивановски“.
През 2017 г. е преименуван на Национален изследователски център по епидемиология и микробиология на името на почетния академик Николай Федорович Гамалея.

## Сфера на дейност
Основната област на дейност е решаването на фундаментални проблеми в областта на епидемиологията, медицинската и молекулярната микробиология, инфекциозната имунология. В тези изследвания специално място заемат общите и специфичните закономерности на разпространението и епидемичната проява на инфекциозните заболявания; структура и динамика на инфекциозната патология на населението; възникването, функционирането и епидемичното проявление на естествени огнища на човешки заболявания; генетика, молекулярна биология, екология и устойчивост на патогенни микроорганизми; проблеми на общата и инфекциозна имунология, включително имунорегулация и имунокорекция, начини и средства за диагностика и профилактика на инфекциозни заболявания.
Както е широко обявено в Русия и по света, през 2020 г. центърът разработва първата в света регистрирана ваксина за превенция на коронавирусната инфекция COVID-19 „Спутник V“, а през 2021 г. – и опростена еднокомпонентна ваксина срещу COVID-19 „Спутник Лайт“.
Институтът е основна организация в рамките на проблемите на Научния съвет на Министерството на здравеопазването на Русия по микробиология, координира научната дейност на институти и институции от съответния профил и изпълнява програми за научни изследвания по епидемиология на инфекциозни заболявания и нозокомиални инфекции, природни фокални заболявания на хората, медицинска микробиология, генетика и молекулярна биология на бактериите, теоретична и приложна инфекциозна имунология. Институтът разполага с 9 центъра на Министерството на здравеопазването на Русия (за рикетсиоза, лептоспироза, бруцелоза, туларемия, легионелоза, микоплазмоза, хламидия, клостридия, борелиоза), повечето от които са единствените специализирани медицински лаборатории със съответния профил в Русия. На базата на института е създадена и функционира катедрата по инфектология на университета „Сеченов“.

## Лекарства, създадени на базата на изследвания, проведени от Националния научен център по епидемиология и микробиология
- Виферон
- Кагоцел
- Меглюмина акридонацетат
- Пирогенал
- Цитофлавин
- GamEvac-Combi
- Sputnik V
- Sputnik Light